# Кканпхэ
Кканпхэ (кор. 깡패) — это романизация корейского слова, которое обычно переводится как «гангстер» или «хулиган». Термин чаще всего используется для обозначения членов неорганизованных уличных банд. В отличие от них, членов организованных преступных группировок называют гёндаль (кор. 건달) или джопок (кор. 조폭?, 組暴?; аббр. от кор. 조직폭력배?, 組織暴力輩?).
Криминальные банды часто фигурируют в южнокорейской популярной культуре, включая кино и телевидение, на протяжении последних десятилетий.

## История
Корейская мафия могла возникнуть в XIX веке, ближе к концу династии Чосон, с ростом торговли и появлением инвестиций со стороны европейских колониальных держав. В этот период уличные банды, состоявшие в основном из представителей низших слоев общества, но управляемые состоятельными купцами, получили большее влияние. Современная история корейских преступных организаций делится на четыре периода: колониальный период, политические банды 1950-х и начала 1960-х годов при президенте Ли Сын Мане, период гражданской войны при военном правлении Пак Чон Хи и Чон Ду Хвана, а также современный период.

### 1910–1945: Колониальный период
В течение 35 лет, пока Корея находилась под властью Японской империи, некоторые корейцы подвергались принудительному труду и сексуальному рабству. Ситуация обострилась во время Второй мировой войны, когда Японская империя расширила свои владения на Маньчжурию и части Китая. В этот период корейцы бежали на материковую часть Японии и создавали банды для борьбы с дискриминацией и преступностью. Наиболее известным «бандитом» того времени был Ким Духан, сын известного корейского борца за независимость и лидера повстанцев Ким Чхваджина, который боролся против колониального правления. После гибели родителей Ким рос нищим и связался с местной бандой под названием «Джумок» (что означает «кулак»). Он поднялся по служебной лестнице и стал известен своими боями против японских банд, или якудза.
Колониальная ветвь японской якудзы находилась под контролем Хаяси, этнического корейца, который перешел на сторону японцев и присоединился к якудзе. Конкурентом Хаяси была группировка под руководством Ку Маджока, но корейская мафия постоянно испытывала нехватку денег, а многие местные боссы мафии были нелояльны Ку и создавали отдельные группировки, в частности, Син Маджак и Шан Каль (двойные ножи). В попытке укрепить свою власть над корейскими мафиозными структурами Ку Маджок попытался устранить Шан Каля и захватить его территорию, что вызвало негативную реакцию. Ким Духан, изначально член группировки Шан Каля, восстал против Ку Маджока. Ким убил как Син Маджока, так и Ку Маджока, и в возрасте 18 лет объединил все корейские мафиозные группировки под своим командованием. После подавления мятежных группировок Ким предпринял действия против якудзы, начав знаменитую войну за власть между кканпхэ и якудзой, которая стала символом сопротивления корейцев японскому колониальному господству. Ким Духан был ключевой фигурой в движении против колониального правления и позже стал политиком в Либеральной партии Ли Сын Мана.

### 1950–60-е: Политические мафии
В 1950-х годах в Сеуле действовали две отдельные группы — Мёндон и Чхонро, которые защищали корейских торговцев от японских преступников, часто находившихся под покровительством чиновников. Однако в 1960-х годах почти вся деятельность преступных группировок была прекращена, так как они считались проблемой для режима.

### 1970–80-е: Военное правление

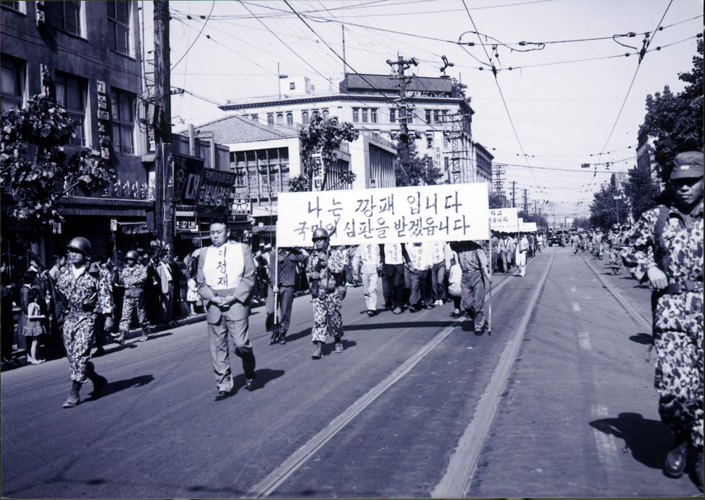
Лидер банды Ли Джонджэ, подвергнутый публичному унижению военным режимом Пак Чон Хи (1961). После государственного переворота 16 мая 1961 года он был арестован и казнён в октябре того же года.

Современные корейские банды начали формироваться в начале 1970-х годов. В этот период начали складываться иерархические структуры, а также стало активно использоваться оружие, такое как ножи и железные прутья, что привело к более жестоким нападениям. 1980-е годы стали периодом расцвета для гангстеров, которые смогли проникнуть в бизнес-среду и установить связи с правительственными и развлекательными чиновниками, а также наладить контакты с другими глобальными преступными организациями.

### 1990–2017 года
В начале 1990-х годов в Южной Корее был принят закон, ужесточающий меры против организованной преступности. Статья 114 Уголовного кодекса Республики Корея запрещала не только деятельность организованных преступных групп, но и участие в них, а также их создание. Этот закон вынудил многих преступников скрываться или бежать из страны, многие были арестованы. Даже те, кто отбыл наказание, часто находились под наблюдением, если их считали профессиональными преступниками. Однако быстрая глобализация Южной Кореи затруднила полное искоренение организованной преступности, которая продолжает оставаться проблемой в стране и в настоящее время.
Члены организованных преступных группировок причастны к различным преступлениям, включая торговлю людьми, контрабанду наркотиков, кражи со взломом, похищения людей с целью выкупа и вымогательство. Опрос 2007 года показал, что 109 заключенных, осужденных за организованную преступную деятельность, были вовлечены в вымогательство, преимущественно в отношении владельцев баров, ночных клубов и игровых залов. Организованные преступники также использовались как наёмные работники и силовые структуры для бизнеса. Например, в случае с Ким Сын Ёном, владельцем конгломерата, который нанял бандитов для похищения и избиения сотрудников бара. В последние годы увеличилось количество нападений, совершенных членами банд. В 2009 году из 621 члена банды 35% были арестованы за нападения, 29% — за вымогательство, 11% — за незаконные азартные игры и 7% — за ростовщичество. Число членов банд и их сторонников возрастает в периоды экономического спада. Например, в 2009 году, во время экономического кризиса, официальные лица зафиксировали увеличение на 60% числа новых банд и их активности. В 2011 году полиция начала операцию по борьбе с организованной преступностью, в рамках которой в первую неделю было задержано 127 человек.
Южнокорейские мафиози часто наносят татуировки с символом (па — в переводе с английского «мафия») своей преступной группировки. При встрече с представителями других группировок они демонстрируют свои татуировки для идентификации. Татуировки также могут служить предупреждением для широкой общественности. В результате татуировки в южнокорейском обществе часто воспринимаются как табу. Босса мафии в Корее называют «хённим» (кор. 형님).
Стереотипный образ типичного южнокорейского мафиози включает причёску гакдуги (кор. 각도기), при которой по бокам головы выбриты волосы, а на макушке они остаются; крупное телосложение; тёмную, чёрную одежду; безвкусные костюмы; чёрные роскошные автомобили; заметные татуировки; а также региональные акценты или диалекты (сатури, кор. 사투리). Вопреки распространённому мнению, Сеул не является известным центром присутствия южнокорейских мафиозных группировок. Наиболее значимые организации южнокорейской мафии действуют в регионе Чолла, в таких городах, как Кванджу и Мокпхо. Другие южнокорейские мафиози, как известно, действуют в Пусане и Инчхоне.

#### Известные южнокорейские банды
В Южной Корее существует множество местных банд и организованных преступных групп. Они часто владеют небольшими местными предприятиями для дополнительного заработка, но основной источник их доходов — это плата за защиту. Банды захватывают определенные районы, которые становятся их «территориями» (кор. 구역), и требуют от всех местных предприятий ежемесячных выплат в обмен на защиту их бизнеса от посягательств. Среди наиболее известных преступных синдикатов можно выделить следующие:
- Бомсобанпа — одна из самых влиятельных преступных группировок Южной Кореи, основанная в 1990-х годах Ким Тхэчхоном (кор. 김태촌), одним из самых могущественных преступников страны[2].
- Семья Янгыни — один из самых влиятельных криминальных синдикатов Южной Кореи, основанный в 1970-х годах Чо Яныном (кор. 조양은), влиятельным южнокорейским криминальным авторитетом, арестованным правительством Филиппин в 2013 году[3].
- Чильсонпа (также известная как «Семь звёзд») — одна из крупнейших преступных организаций Южной Кореи, крупнейший криминальный синдикат Пусана. Основной источник доходов группировки — вымогательство и шантаж[4].

### 2018–наст. время: Поколение «MZ гангстеров»
Поколение MZ — это наиболее общепринятый термин в Корее для обозначения тех, кто родился в период с 1981 по 2005 год, в более распространённом понятии — миллениалы и поколение Z.
В декабре 2023 года полиция Южной Кореи заявила о задержании 1183 членов организованных преступных группировок по всей стране. Из них 189 были арестованы по ордерам на арест, большинство из которых моложе 30 лет и занимаются нетрадиционными видами преступной деятельности. В ходе последней операции полиция выявила значительное увеличение числа так называемых «гангстеры MZ» (молодежь в возрасте до 30 лет), составившее 888 человек. Это на 57,8% больше по сравнению с первой половиной года.
Среди молодых членов банд обвинения были предъявлены по следующим категориям:
- Сложные незаконные действия, связанные с бизнесом (например, управление сайтами азартных игр и фишинг голосовых сообщений) — 38,8%.
- Участие в организованных преступных группировках — 27,7%.
- Преступления против граждан, включая вымогательство и насилие — 21,3%.

Согласно отчету полиции, 44% всех задержанных членов банд были обвинены в сложных незаконных действиях, 26,1% — в преступлениях против граждан, а 21,5% — в участии в бандах. Южнокорейские власти выражают опасения по поводу следующего поколения молодых гангстеров, которые переключили свое внимание с насилия и вымогательства на финансовые преступления, такие как онлайн-азартные игры, мошенничество и обман с использованием фальшивых депозитов. В рамках специальной операции во второй половине года было арестовано на 44,6 % больше преступников по сравнению с тем же периодом 2022 года, а число задержанных увеличилось на 19,6 %. Полиция конфисковала ₩5,46 миллиарда (примерно $4,2 миллиона) незаконных доходов, что более чем в три раза превышает сумму, изъятую во второй половине 2022 года. По словам прокуратуры, так называемые «бандиты поколения MZ» в основном занимаются финансовыми преступлениями и «объединяют усилия ради прибыли, а не ради фракций, как раньше». Поэтому возникла необходимость пересмотреть определение организованных преступных групп и найти способы борьбы с такими преступлениями.
В том же году Столичная полиция Сеула арестовала четырёх человек, назвавшихся «гангстерами MZ», за рэкет, в том числе за выдачу кредитов под 1500 процентов годовых. В период с 2021 года по апрель 2023 года четверо арестованных предоставляли владельцу паба «Texas Hold 'em» кредиты в размере от ₩3 миллионов до ₩5 миллионов. Паб испытывал финансовые трудности из-за ограничений, связанных с пандемией COVID-19. Процентная ставка по кредиту составляла 30% в неделю, что эквивалентно годовой ставке в 1500%. Когда владелец паба не смог выполнить обязательства по выплате процентов, четверо подозреваемых угрожали «продать» его девушку на отдалённый остров. Они часто навещали его родителей, чтобы узнать о его местонахождении, и даже угрожали перерезать ему ахилловы сухожилия.
В 2024 году шесть подозреваемых были задержаны и переданы в прокуратуру, а в отношении 18 человек продолжается дальнейшее расследование без задержания. Подозреваемые обвиняются в создании новой банды в северной части провинции Кёнгидо, установлении кодекса поведения, совместном проживании и «наказании» членов, пытавшихся покинуть банду, при совершении различных преступлений в период с ноября 2018 года по июнь 2022 года. Полицейское расследование показало, что они действовали как рядовые участники, подражая более старым бандам в этом районе. Они набирали членов через местные связи, часто с помощью знакомств или друзей из района.
Представитель Национального агентства полиции сообщил The Times, что агентство «усилит борьбу с бандами, чтобы создать более эффективную систему реагирования на преступления и сосредоточить наши следственные возможности на различных формах организованной преступности, в центре которой находятся гангстеры поколения MZ».

## В популярной культуре
Фильмы, романтизирующие образ кканпхэ, появились в южнокорейском кинематографе с 1970-х годов, но широкое распространение получили в начале 1990-х. Эти фильмы подчёркивали такие черты, как верность, порядочность и мораль на фоне насилия и коррупции. Популярность таких фильмов, как «Друг» (2001), «Горечь и сладость» (2005) и «Новый мир» (2013), способствовала популяризации образа узнаваемого и «честного» гангстера.
Рост популярности контента, связанного с бандами, в кино и на телевидении связывают с изменениями в общественном восприятии кканпхэ, особенно среди подростков и молодёжи. Некоторые связывают это с увеличением числа школьных банд, известных как «ильджинхо», которые могут перенимать элементы поведения из таких фильмов, включая запугивание и психологическое или физическое насилие. Молодёжь может восхищаться персонажами кканпхэ за их силу и интеллект, что позволяет им чувствовать себя более свободными и независимыми за пределами строгих школьных рамок. Образ кканпхэ также нашёл своё отражение в фильме 2014 года «Люси», совместного производства Франции и США.
Культура корейских преступных группировок также широко представлена в телевизионных шоу. Некоторые известные вымышленные корейские банды, часто появляющиеся в телесериалах, включают:
- K-Town Killers в сериале «Щит». Эта азиатская банда считается одной из главных в сериале. Они известны своей жестокостью, а также вовлечены в проституцию и незаконный оборот наркотиков, в основном фентанила.
- Шин Кканпхэ в сериале «Власть в ночном городе». Эта южнокорейская преступная группировка известна как одна из ключевых в сфере торговли наркотиками между США и Азией. Группировку возглавляет Джэ Шин (в исполнении Чарли Ли), ксенофобный и расистский южнокорейский наркобарон. Чтобы не привлекать внимания к своей криминальной империи, он маскируется под законного бизнесмена, владельца известного корейского ресторана.
- Golden Boys Gang, также известная как G-Boys, является одним из самых жестоких и безжалостных врагов в первом сезоне сериала «Спецназ города ангелов» Они выступают основными антагонистами в двух эпизодах первого сезона: «K-Town» (1x11) и «Вендетта» (1x20). Эта мощная корейская преступная группировка занимается торговлей фентанилом в Лос-Анджелесе. Штаб-квартира банды расположена в районе Корейского квартала в Лос-Анджелесе, а её возглавляет Джэ Ким (в исполнении Келвина Хань Йи[англ.]). Джэ Ким — влиятельный корейский магнат в сфере недвижимости, который под видом законного бизнесмена скрывает свою роль кровавого наркобарона, готового на всё ради поддержания прибыльного бизнеса по производству фентанила. В частности, он похищает сына одного из союзников Столичного отдела полиции Лос-Анджелеса[англ.], специального агента Управления по борьбе с наркотиками Катрины «К.К.» Уолш, которую играет MC Lyte[12][13].